# پیرسل
پیرسل (Peirsol)، یک نام خانوادگی است و ممکن است به یکی از موارد زیر اشاره داشته باشد:
- اِیرن پیرسل (زادهٔ ۱۹۸۳)، شناگر اهل ایالات متحدهٔ آمریکا، برادرِ هِیلی پیرسل
- هِیلی پیرسل (زادهٔ ۱۹۸۵)، شناگر اهل ایالات متحدهٔ آمریکا، خواهرِ اِیرن پیرسل